# Akan (jezioro)
Jezioro Akan (阿寒湖, Akan-ko) to jezioro w Kushiro, Hokkaido, Japonia. Znajduje się w Parku Narodowym Akan i jest obszarem Ramsar.

## Historia
Aktywność wulkaniczna utworzyła jezioro około 6000 lat temu, kiedy powstała tama lawowa. W latach trzydziestych XX wieku przejrzystość jeziora wynosiła 8-9 metrów. Zanieczyszczenia z lokalnych kurortów z gorącymi źródłami zmniejszyły przejrzystość do 3-4 metrów.

## Flora i fauna
Jezioro słynie z marimo (Aegagropila linnaei), skupisk glonów, które tworzą kuliste kształty o średnicy 2-30 cm.
Łosoś kokanee (Oncorhynchus nerka) pochodzi z jeziora Akan.